# Okokume
Laura Mas (nascuda el 27 de juliol de 1985), coneguda professionalment com Okokume, és una artista contemporània espanyola. Les seves obres es reconeixen sobretot per l'ús repetit del seu personatge característic, Cosmic Girl, un esperit de pèl rosa i pell turquesa vingut de l'univers. És una de les artistes contemporànies de més ràpid creixement en el mercat de l'art, aconseguint nombrosos rècords satisfactoris en subhastes des de 2020.
En les seves primeres obres, era molt característica la presència d'orificis en el rostre, donant un aspecte apocalíptic. Juntament amb el seu estil més enigmàtic podem destacar el color rosat del pèl i el rostre turquesa, que mantindrà al llarg de la seva obra.
Va ser en 2017, quan Okokume juntament amb la galeria JPS Art Gallery, va començar a enamorar als asiàtics amb l'evolució del personatge Cosmic Girl.
En 2020 va exhibir una edició limitada de la seva primera escultura de Bronze. El seu treball ha continuat elevant-se en valor però va ser en 2021 amb l'exposició, Inside, quan Okokume es va convertir en una de les artistes contemporànies de més ràpid creixement del moment, arribant a aconseguir el lloc 92 de les 100 artistes més influents segons el London Daily Post.

### Cosmic Girl Café
A l'agost de 2019 va inaugurar a Tòquio, Harajuku, la seva pròpia cafeteria “Cosmic Girl Café” col·laborant amb l'artista Kasing Lung. Alhora, es va fer un esdeveniment col·laboratiu on es va dissenyar marxandatge, toys d'edició limitada i es van vendre objectes exclusius i originals de l'artista, arribant ha esgotar existències en poques hores. Paral·lelament, Okokume i Kasing Lung van participar en l'exposició "The Monsters and the Cosmic Stars" en la galeria JPS de Tòquio.

### Obres benèfiques
Okokume, no sols mostra el seu art sinó que s'implica de manera activa i responsable, participant des de 2018 en exposicions benèfiques, donant tots els beneficis a la fundació Make a Wish, qui ajuda a crear il·lusió a nens i nenes malalts a través de desitjos personals.

## Llibres
- “The arrival of Cosmic Girl” (L’arribada de Cosmic Girl), 2018.[9]

## Exposicions seleccionades
2021
- Reality, JPS Area 36, Tokyo, Japan[10]
- Inside, JPS Gallery, Hong Kong[11]

2018
- The Arrival of Cosmic Girl, JPS Gallery, K11 Art Space, Hong Kong[12]

2017
- Cosmic World, JPS Gallery, Hong Kong[13]

2015
- Ikimono, Open Walls Gallery, Berlin, Germany

2013
- Okokume, Mar de Cava Gallery, Barcelona, Spain

## Galeries
- JPS Art Gallery representa a Okokume

## Selecció de publicacions
- Harper's Bazar Hong Kong, 2018[14]
- Hypebeast, 2018[15]
- Milk Magazine, 2018
- Esquire Hong Kong, 2020
- Diari Ara, 2021[16]
- Ecos de Asia, 2021[17]
- Art and Piece, 2021
- London Daily Post, 2021
- Yorokobu, 2022[18]
- Trendy Style, 2022[19]
- El Periódico, 2022[20]